# چمبرینو (نیومکزیکو)
چمبرینو (به انگلیسی: Chamberino) یک منطقهٔ مسکونی در ایالات متحده آمریکا است که در نیومکزیکو واقع شده‌است. چمبرینو ۹۱۹ نفر جمعیت دارد و ۱٬۱۶۴٫۹۶ متر بالاتر از سطح دریا واقع شده‌است.